# Lac de Kossou
Lac de Kossou är ett vattenmagasin i Elfenbenskusten, som bildas av Barrage de Kossou. Det ligger i den centrala delen av landet, nordväst om huvudstaden Yamoussoukro. Magasinet började fyllas i februari 1971 och var tänkt att nå 206 meter över havet med en area på 1 760 km², men har på grund av torka aldrig nått högre än 193 meter över havet och 863 km², vilket skedde 1975.